# Henry Puna
Henry Puna (Mangaia, 29 luglio 1949) è un politico cookese, segretario generale del Forum delle isole del Pacifico da maggio 2021 e primo ministro delle Isole Cook da novembre 2010 a ottobre 2020.

## Biografia
Puna è cresciuto a Aitutaki, e ha studiato legge presso l'Università di Auckland in Nuova Zelanda e l'Università della Tasmania in Australia. Prima di entrare in politica ha lavorato come avvocato, dipendente pubblico e coltivatore di perle. Dal 1999 al 2000 ha ricoperto l'incarico di Alto Commissario delle Isole Cook in Nuova Zelanda.
Il padre di Puna, Tuakeu Manuela era un membro del Parlamento delle Isole Cook, i suoi fratelli maggiori William Estall e Ngereteina Puna sono stati entrambi ministri, e l'altro suo fratello, Manuela Puna è stato cancelliere del Parlamento delle Isole Cook.

### Vita privata
Puna è un membro della Chiesa cristiana avventista del settimo giorno.

## Carriera politica
Puna si è candidato la prima volta per il ruolo di parlamentare alle elezioni del 2004, perdendo però il seggio di poco, quindi tramite una petizione elettorale fece ricorso, la petizione fu accolta, e nel 2005 si svolsero delle elezioni suppletive dove Puna vinse.
Nel settembre 2006, Puna è stato eletto leader del Cook Islands Party, alle elezioni dello stesso anno si presento sempre nel collegio elettorale di Manihiki ma non venne rieletto, nonostante questo Puna ha continuato a essere leader anche fuori dal Parlamento. Nel settembre 2009, Puna è stato rieletto all'unanimità leader del partito.

### Primo Ministro

#### 2010 - 2014
Puna è stato rieletto deputato nel collegio di Manihiki durante le elezioni del 2010, in cui il suo partito ha vinto 16 seggi su 24. Il 30 novembre 2010 ha prestato giuramento come Primo ministro delle Isole Cook. Le priorità politiche iniziali di Puna erano di rilanciare l'economia e avviare dei negoziati per un piano di aiuti con la Nuova Zelanda. Poco dopo essere stato eletto, Puna ha dovuto affrontare la condanna della comunità internazionale, dopo aver suggerito che la prima vittima dell'HIV delle Isole Cook doveva essere messa in quarantena o deportata affinché la malattia non si diffondesse nel paese. Nel febbraio 2011 ha annunciato una maggiore trasparenza sulle spese di viaggio di ministri e parlamentari. Nel luglio 2011 ha annunciato un programma di energia rinnovabile a lungo termine, con l'obiettivo iniziale di raggiungere il 50% di elettricità rinnovabile entro il 2015 e il 100% entro il 2020. Sostenute dai finanziamenti dell'Australia, della Nuova Zelanda e della Banca Asiatica di Sviluppo, le isole settentrionali sono state convertite all'energia solare nel 2015, e nel 2019 anche quelle meridionali.
Nell'agosto 2011 ha fatto la sua prima visita formale in Nuova Zelanda durante il Forum delle Isole del Pacifico ad Auckland. Nel settembre 2011 ha annunciato che il suo governo avrebbe istituito un'area marina protetta di un milione di chilometri quadrati nelle Isole Cook meridionali, quest'idea è stata poi approvata dal Parlamento nel 2017. Nel novembre 2011 le Isole Cook sono diventate un membro fondatore del Polynesian Leaders Group, un ente formato da diversi stati e territori per avere una maggiore collaborazione su una varietà di questioni, tra cui cultura, lingua, istruzione, risposte ai cambiamenti climatici, commercio e investimenti.
Nell'aprile 2013 si è schierato contro i matrimoni tra persone dello stesso sesso e ha dichiarato che le Isole Cook non avrebbero seguito la Nuova Zelanda nel legiferare per l'uguaglianza del matrimonio. Il governo di Puna in seguito alla decisione di tassare le pensioni provenienti dalla Nuova Zelanda ha ha dovuto affrontare delle proteste pubbliche. Nell'aprile 2014 Puna ha sciolto anticipatamente il Parlamento e ha indetto delle nuove elezioni.

#### 2014 - 2018

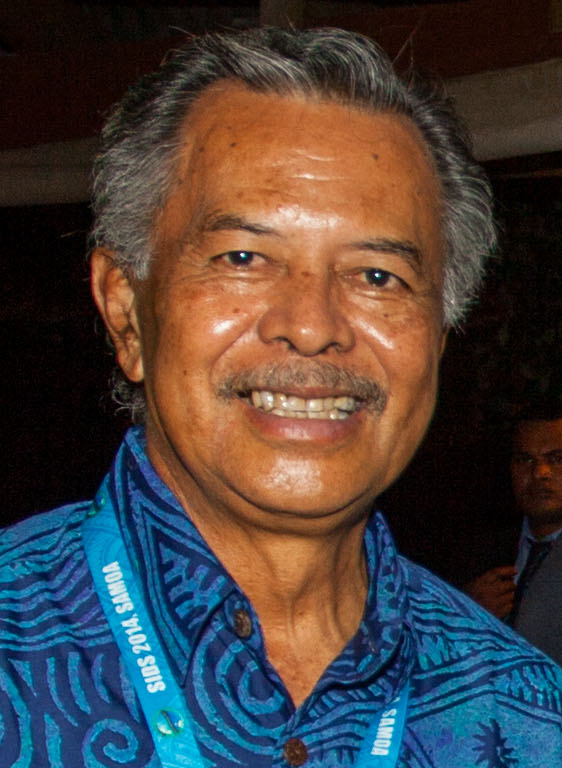
Puna nel 2014

Il governo di Puna ha vinto le elezioni generali delle Isole Cook del 2014, ottenendo 13 seggi su 24, ma ha perso la maggioranza dopo le petizioni elettorali. Nel paese c'è stato un breve periodo di instabilità, che si è risolto solo un anno più tardi con le elezioni suppletive nel collegio di Vaipae-Tautu, dove Puna ha ottenuto la maggioranza. Durante la campagna elettorale Puna annunciò che si sarebbe tenuto un referendum ad Aitutaki per decidere se gli aerei potessero volare di domenica. I residenti hanno votato per eliminare i voli, ma Puna ha rifiutato di dire se avrebbe accettato il risultato. Alla fine del 2016, Puna ha annunciato che il suo governo non avrebbe agito in base al risultato del referendum.
Nel giugno 2015 Puna ha annunciato un piano per l'adesione delle Isole Cook alle Nazioni Unite. Il piano è stato immediatamente respinto dal primo ministro neozelandese John Key, che lo ha ritenuto contrario allo status giuridico che legava la Nuova Zelanda con l'Isola. Nell'agosto 2015, il governo di Puna ha ospitato una numerosa delegazione neozelandese per le celebrazioni per i 50 anni di autogoverno. Nello stesso mese è stato rieletto leader del Cook Islands Party. In un incontro con John Key ad Auckland ha criticato le iniziative adottate sui cambiamenti climatici dalla Nuova Zelanda e ha invitato il governo neozelandese a fare di più per ridurre le emissioni di gas serra. Nel dicembre 2015 ha partecipato alla Conferenza sui cambiamenti climatici delle Nazioni Unite del 2015 a Parigi, in Francia, dove con altri leader del Pacifico ha accusato gli altri paesi del mondo di non compiere abbastanza sforzi per far fronte all'emergenza climatica.
Nel febbraio 2016, il vice primo ministro Teariki Heather è stato indagato per corruzione, però Puna ha rifiutato di sospenderlo. Nel marzo 2016 il governo di Puna ha firmato un accordo di pesca con l'Unione europea, per consentire alle navi europee di utilizzare la controversa rete da circuizione nelle acque delle Isole Cook. Un mese dopo, Puna ha annunciato l'istituzione di una zona economica esclusiva intorno al parco marino di Marae Moana. Nel marzo 2017 la zona economica esclusiva è stata estesa in ciascuna isola del paese.

#### 2018 - 2021

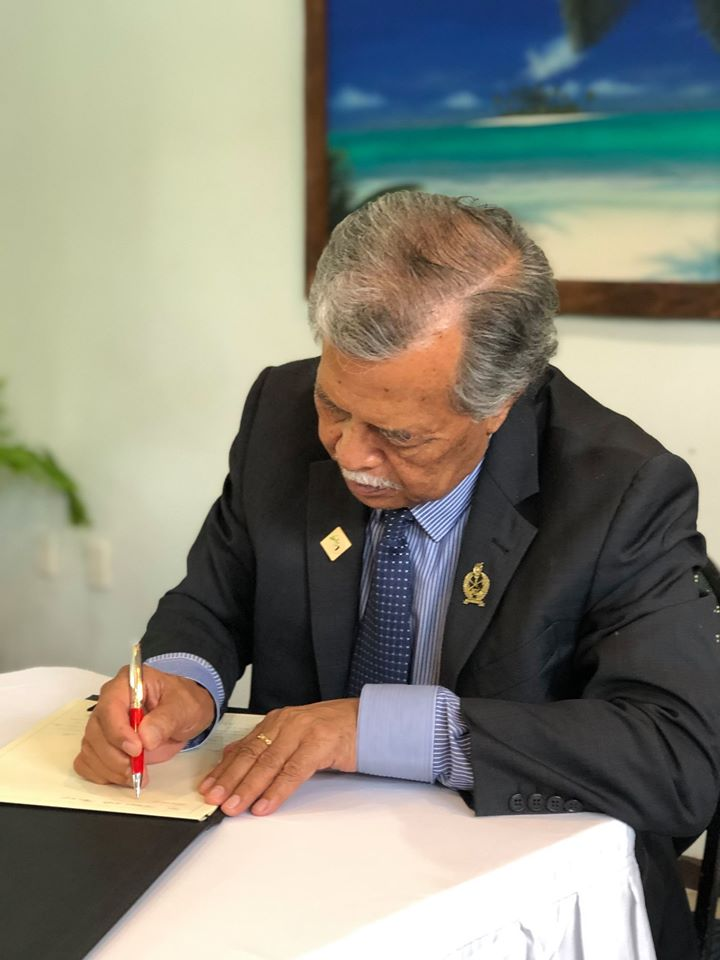
Puna nel dicembre 2019

Nelle elezioni del 2018, il Partito di Puna ha perso la maggioranza in Parlamento, vincendo solo 10 dei 24 seggi, ma nonostante questo, Puna è stato in grado di mettere insieme una coalizione offrendo ministeri a George Angene del Movimento delle Isole Cook e agli indipendenti Robert Tapaitau e Rose Toki-Brown. Nel novembre 2019, Puna ha annunciato l'intenzione del suo governo di ratificare l'accordo commerciale PACER Plus.
Nel dicembre 2019 è stato aperto un procedimento giudiziario per frode contro Puna e il vice primo ministro Mark Brown, sostenendo che un aereo noleggiato dal governo era stato utilizzato in modo improprio. Il caso non è stato ancora risolto. Nel 2020 Puna insieme al suo governo ha dovuto affrontare la pandemia COVID-19. Il 17 giugno 2020, Puna ha annunciato l'intenzione di dimettersi a settembre dalla carica di Primo Ministro, per competere per il ruolo di Segretario generale del Forum delle Isole del Pacifico. Il 1º ottobre si è dimesso ed è stato sostituito dal vicepresidente Mark Brown.

### Segretario generale del Forum delle isole del Pacifico
Il 24 marzo 2021 si è dimesso anche dalla carica di deputato, in seguito all'elezione come segretario generale del Forum delle isole del Pacifico. La sua elezione ha suscitato numerose critiche, in particolare dagli Stati Federati di Micronesia, Nauru, Isole Marshall e Kiribati, che hanno manifestato l'intenzione di lasciare l'organizzazione. Nonostante ciò, Puma ha assunto la carica il 24 maggio seguente.